# Jan Renders (vakbondsbestuurder)
Jan Renders (1949) is een Vlaamse vakbondsman. Hij was algemeen voorzitter van het ACW, het Algemeen Christelijk Werknemersverbond, van 2002 tot 2010.

## Levensloop
Renders studeerde sociologie aan de Katholieke Universiteit Leuven. Hij begon zijn loopbaan in 1972 als adviseur op de studiedienst van het ACV. Vervolgens werd hij secretaris van het ACW-verbond Leuven. Van 1990 tot 1997 was hij nationaal secretaris van het ACW. In 1997 werd hij adjunct-algemeen secretaris. In 2002 nam hij het voorzitterschap van het ACW over van Theo Rombouts. In juni 2006 werd Renders op het ACW-congres met een score van 97 procent herkozen als voorzitter. Het werd de tweede termijn voor Renders als voorzitter van de christelijke arbeidersbeweging. In 2009 stelde hij zich niet kandidaat voor een derde ambtstermijn. In september 2010 werd hij opgevolgd door Patrick Develtere.
Naast zijn functie bij het ACW zetelde Renders in de raden van bestuur van enkele ondernemingen, waaronder De Post en Dexia, waar hij tot 2009 bestuurder was.
In 2011 werd Renders voorzitter van het Vlaams Welzijnsverbond (Koepel van voorzieningen in de sector Personen met een Handicap, Jeugdhulp en Kinderopvang). In oktober 2019 werd hij in deze hoedanigheid door Chantal Van Audenhove opgevolgd.
Hij was tevens lid van de raad van bestuur van het Vlaams Fonds voor de Letteren. 

## Publicaties
In 2010 verscheen in de reeks Kopstukken in Vlaanderen van zijn hand "Macht of Kracht? Waarom een sociale Beweging nodig is."